# Tribo de Issacar

## Censo
Na época da migração para o Egito, enquanto José ainda estava regendo o Egito, são relacionados quatro filhos de Issacar; estes filhos fundaram as quatro principais famílias da tribo (Gn 46:13; Nm 26:23-25; 1 Cr 7:1). o número de homens de guerra, quando o censo foi levantado no Sinai, era de 54.400, e pela ordem era a quinto tribo (Nm 1:28-29); no segundo censo o número tinha aumentado para 64.300 o que a colocou em terceiro (Nm 26:25). No tempo de David foram contados 87.000 (1 Cr 7:5).

## Posição
Issacar estava no lado oriental do Tabernáculo, com os seus irmãos Judá e Zebulom (Nm 2:3-8)

## Viajando
"Todos os que foram contados do exército de Judá (Issacar e Zebulom), cento e oitenta e seis mil e quatrocentos, segundo os seus esquadrões, estes marcharão primeiro." (Num 2:16).

## Representantes
Neste momento o capitão da tribo era Natanael o filho de Zuar (Nm 1:8). Ele teve como sucessor Jigeal o filho de José que foi como um dos espias (Nm 13:7)

## A Divisão de Terra
O território dividido a esta tribo foi confrontado ao norte por Zebulom e Naftali, no sul e ao ocidente por Manassés, e no leste pelo Rio Jordão (Js 19:17-23). A maioria do Vale fértil de Jizreel, ou Esdrelom, estava dentro do território de Issacar. Suas planícies férteis, planas eram bem apropriado para a criação de gado.

## O Homem Issacar
Heb. Yis'akar; " ele dará uma recompensa ". O nono filho de Jacó e o quinto de Lia:
Gen 30:17-18 "E ouviu Deus a Lia, e concebeu, e deu à luz um quinto filho. Então disse Lia: Deus me tem dado o meu galardão, pois tenho dado minha serva ao meu marido. E chamou-lhe Issacar."
Ele nasceu em Padã-Arã, e nada é registrado da vida dele.